# Owen Willans Richardson
Owen Willans Richardson (ur. 26 kwietnia 1879 w Dewsbury, zm. 15 lutego 1959 w Alton) – angielski fizyk, laureat Nagrody Nobla w dziedzinie fizyki w roku 1928 za prace dotyczące emisji termoelektronowej, a w szczególności za odkrycie prawa nazwanego jego imieniem.

## Życiorys
Ukończył Trinity College na Uniwersytecie Cambridge. W latach 1906–1913 był profesorem Uniwersytetu w Princeton. Prowadził także badania nad efektem fotoelektrycznym, emisją elektronów w efekcie reakcji chemicznych i widmem wodoru.
Pochowany został na Brookwood Cemetery w hrabstwie Surrey.

## Zaszczyty
W roku 1920 otrzymał medal Hughesa za badania nad termoemisją.
Imieniem Richardson nazwano krater na Księżycu (31.1° N, 100.5° E, średnica 141 km)